# Australia ai Giochi della XVI Olimpiade
L'Australia ha partecipato ai Giochi della XVI Olimpiade che si sono svolti a Melbourne dal 22 novembre all'8 dicembre 1956 
ed a Stoccolma dall'11 al 17 giugno dello stesso anno (solo per gli eventi equestri) 
con una delegazione di 298 atleti, di cui 44 donne, impegnati in 19 discipline,
aggiudicandosi 13 medaglie d'oro, 8 medaglie d'argento e 14 medaglie di bronzo.

## Medagliere

### Per discipline
| Sport            | Oro | Argento | Bronzo | Totale |
| ---------------- | --- | ------- | ------ | ------ |
| Nuoto            | 8   | 4       | 2      | 14     |
| Atletica leggera | 4   | 2       | 6      | 12     |
| Ciclismo         | 1   | 0       | 1      | 2      |
| Canottaggio      | 0   | 1       | 2      | 3      |
| Vela             | 0   | 1       | 1      | 2      |
| Canoa/kayak      | 0   | 0       | 1      | 1      |
| Pugilato         | 0   | 0       | 1      | 1      |
| Totale           | 13  | 8       | 14     | 35     |

### Medaglie
| Medaglia | Atleta | Sport            | Evento                                       |
| -------- | --- | ---------------- | -------------------------------------------- |
| Oro      | Betty Cuthbert | Atletica leggera | 100 metri piani femminili                    |
| Oro      | Betty Cuthbert | Atletica leggera | 200 metri piani femminili                    |
| Oro      | Shirley Strickland | Atletica leggera | 80 metri ostacoli                            |
| Oro      | Betty Cuthbert Norma Croker Shirley Strickland Fleur Mellor                                                                   | Atletica leggera | Staffetta 4×100 metri femminile              |
| Oro      | Ian Browne Tony Marchant | Ciclismo         | Tandem                                       |
| Oro      | Jon Henricks | Nuoto            | 100 metri stile libero maschili              |
| Oro      | Murray Rose | Nuoto            | 400 metri stile libero maschili              |
| Oro      | Murray Rose | Nuoto            | 1500 metri stile libero maschili             |
| Oro      | David Theile | Nuoto            | 100 metri dorso maschili                     |
| Oro      | Kevin O'Halloran John Devitt Murray Rose Jon Henricks                                                                         | Nuoto            | Staffetta 4x200 metri stile libero maschile  |
| Oro      | Dawn Fraser | Nuoto            | 100 metri stile libero femminili             |
| Oro      | Lorraine Crapp | Nuoto            | 400 metri stile libero femminili             |
| Oro      | Dawn Fraser Faith Leech Sandra Morgan Lorraine Crapp                                                                          | Nuoto            | Staffetta 4x100 metri stile libero femminile |
| Argento  | Leon Gregory David Lean Graham Gipson Kevan Gosper                                                                            | Atletica leggera | Staffetta 4×400 metri                        |
| Argento  | Chilla Porter | Atletica leggera | Salto in alto maschile                       |
| Argento  | Stuart MacKenzie | Canottaggio      | Singolo maschile                             |
| Argento  | John Devitt | Nuoto            | 100 metri stile libero maschili              |
| Argento  | John Monckton | Nuoto            | 100 metri dorso maschili                     |
| Argento  | Lorraine Crapp | Nuoto            | 100 metri stile libero femminili             |
| Argento  | Dawn Fraser | Nuoto            | 400 metri stile libero femminili             |
| Argento  | Rolland Tasker John Scott | Vela             | 12m² Sharpie                                 |
| Bronzo   | Hector Hogan | Atletica leggera | 100 metri piani maschili                     |
| Bronzo   | John Landy | Atletica leggera | 1500 metri piani                             |
| Bronzo   | Allan Lawrence | Atletica leggera | 10000 metri piani                            |
| Bronzo   | Marlene Matthews | Atletica leggera | 100 metri piani femminili                    |
| Bronzo   | Marlene Matthews | Atletica leggera | 200 metri piani femminili                    |
| Bronzo   | Norma Thrower | Atletica leggera | 80 metri ostacoli                            |
| Bronzo   | Dennis Green Walter Brown | Canoa/kayak      | K2 10000 metri maschile                      |
| Bronzo   | Murray Riley Mervyn Wood | Canottaggio      | Due di coppia maschile                       |
| Bronzo   | Michael Aikman David Boykett Fred Benfield Jim Howden Garth Manton Walter Howell Adrian Monger Brian Doyle Tim. Harold Hewitt | Canottaggio      | Otto maschile                                |
| Bronzo   | Dick Ploog | Ciclismo         | Velocità individuale                         |
| Bronzo   | Gary Chapman | Nuoto            | 100 metri stile libero maschili              |
| Bronzo   | Faith Leech | Nuoto            | 100 metri stile libero femminili             |
| Bronzo   | Kevin Hogarth | Pugilato         | Pesi welter                                  |
| Bronzo   | Jock Sturrock Devereaux Mytton Doug Buxton                                                                                    | Vela             | 5,5 metri                                    |

## Risultati

### Calcio
| Atleta | Classifica |                      |
| --- | --- | -------------------- |
| V · D · M Nazionale olimpica australiana · Calcio ai Giochi Olimpici Estivi 1956 1 Henderson · 2 Lord · 3 Kitching · 4 Stone · 5 Smith · 6 Arthur · 7 Harburn · 8 Warren · 9 Rattray · 10 Beattie · 11 Bignall · 12 Pettigrew · 13 Loughran · 14 Wemyss · 15 Lennard · 16 Vogler · 17 Morrow · 18 Purser · 19 McMillan · 20 Sander · CT : Young | 5° |                      |
| Nazionale olimpica australiana · Calcio ai Giochi Olimpici Estivi 1956 | |                      |
| 1 Henderson · 2 Lord · 3 Kitching · 4 Stone · 5 Smith · 6 Arthur · 7 Harburn · 8 Warren · 9 Rattray · 10 Beattie · 11 Bignall · 12 Pettigrew · 13 Loughran · 14 Wemyss · 15 Lennard · 16 Vogler · 17 Morrow · 18 Purser · 19 McMillan · 20 Sander · CT: Young                                                                                   | 1 Henderson · 2 Lord · 3 Kitching · 4 Stone · 5 Smith · 6 Arthur · 7 Harburn · 8 Warren · 9 Rattray · 10 Beattie · 11 Bignall · 12 Pettigrew · 13 Loughran · 14 Wemyss · 15 Lennard · 16 Vogler · 17 Morrow · 18 Purser · 19 McMillan · 20 Sander · CT: Young | Australia (bandiera) |

### Pallacanestro
| Atleta | Classifica |
| --- | ---------- |
| V · D · M Nazionale australiana - Pallacanestro ai Giochi della XVI Olimpiade 3 Demos · 4 Heskett · 7 Bumbers · 8 Dargis · 9 Freidenfelds · 10 Burdett · 12 Dancis · 15 Sutton · 16 Ignatavicius · 17 Moy · 18 Finch · 19 Flick · All. Ken Watson | 12°        |
| Nazionale australiana - Pallacanestro ai Giochi della XVI Olimpiade |            |
| 3 Demos · 4 Heskett · 7 Bumbers · 8 Dargis · 9 Freidenfelds · 10 Burdett · 12 Dancis · 15 Sutton · 16 Ignatavicius · 17 Moy · 18 Finch · 19 Flick · All. Ken Watson                                                                               |            |

### Pallanuoto
| Atleta | Classifica                                                                                             |                      |
| --- | --- | -------------------- |
| V · D · M Nazionale maschile australiana di pallanuoto · Giochi olimpici - Melbourne 1956 Laing • Smee • Whitehead • Bennett • Orchard • Foster • Pierce • O'Brien • McCabe • Charleston · CT : - | 9° |                      |
| Nazionale maschile australiana di pallanuoto · Giochi olimpici - Melbourne 1956 | |                      |
| Laing • Smee • Whitehead • Bennett • Orchard • Foster • Pierce • O'Brien • McCabe • Charleston · CT: -                                                                                            | Laing • Smee • Whitehead • Bennett • Orchard • Foster • Pierce • O'Brien • McCabe • Charleston · CT: - | Australia (bandiera) |